# St. Martin (Konradshofen)

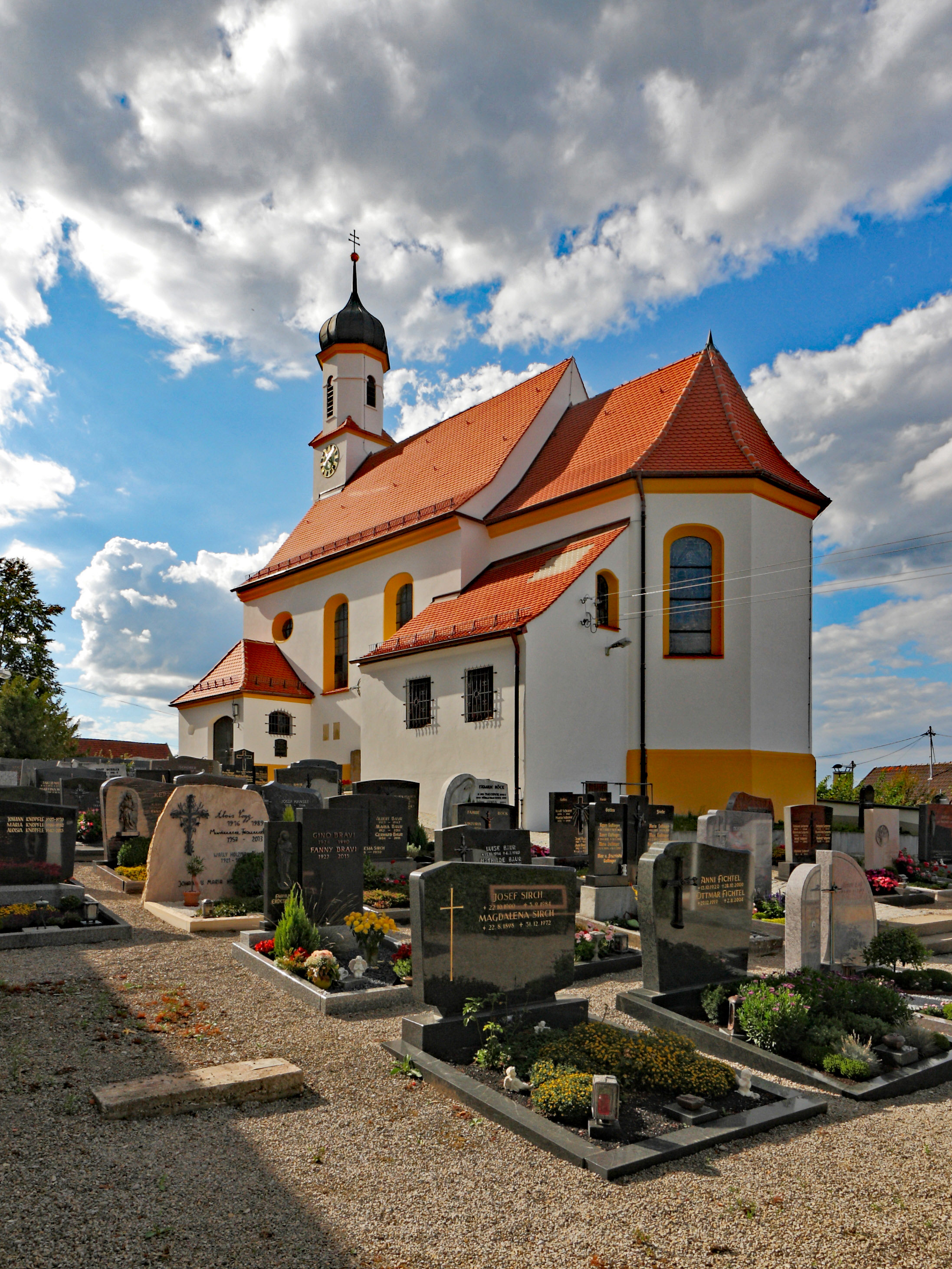
St. Martin in Konradshofen

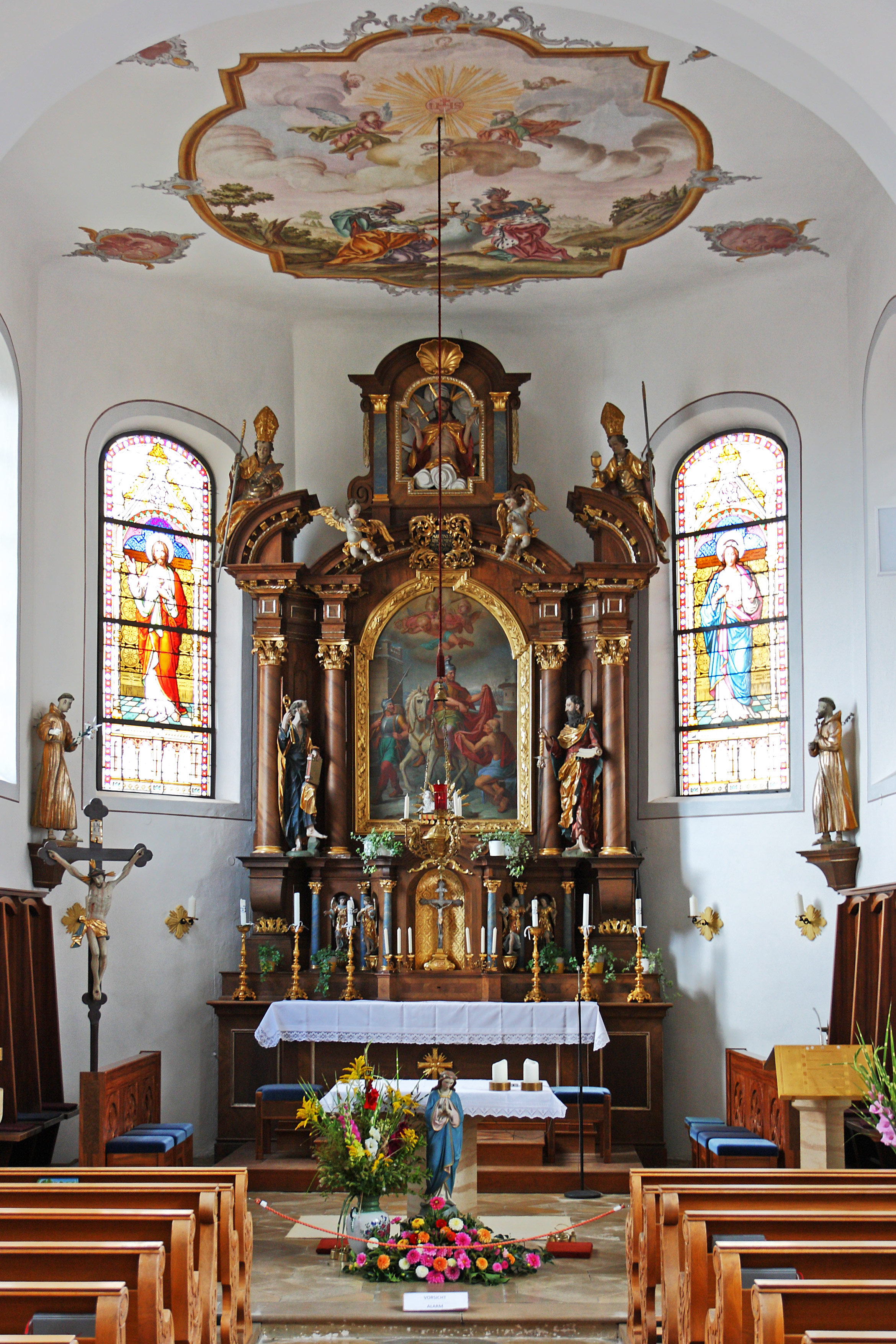
Altar

Die römisch-katholische Pfarrkirche St. Martin steht in Konradshofen, einem Gemeindeteil von Scherstetten im Landkreis Augsburg von Bayern. Das Bauwerk ist in der Liste der Baudenkmäler in Scherstetten als Baudenkmal unter der Nr. D-7-72-197-8 eingetragen. Die Pfarrei gehört zum Dekanat Schwabmünchen im Bistum Augsburg.

## Beschreibung
Die Saalkirche wurde 1688 anstelle des Vorgängerbaus errichtet. Sie besteht aus einem Langhaus, einem eingezogenen, dreiseitig geschlossenen Chor im Osten und der Sakristei an dessen Südwand. Über dem Giebel der Fassade im Westen erhebt sich ein Dachreiter, dessen quadratisches Geschoss die Turmuhr beherbergt, der sich in einem achteckigen Geschoss mit dem Glockenstuhl fortsetzt, und der mit einer Zwiebelhaube bedeckt ist. Der Innenraum des Langhauses ist mit einer Flachdecke überspannt, der des Chors erhielt um 1760 Fresken. Die Statuen des Simon Petrus und des Paulus von Tarsus, die den Hochaltar flankieren, werden Lorenz Luidl zugeschrieben.